# Gustavo Morínigo
Gustavo Eliseo Morínigo Vázquez (Coronel Blas Garay, 23 gennaio 1977) è un allenatore di calcio ed ex calciatore paraguaiano, di ruolo centrocampista, tecnico dello Sp. Luqueño.

## Carriera
A livello di club, ha giocato prevalentemente nel Club Libertad, ma anche con il Club Guaraní, l'Argentinos Juniors ed il Deportivo Cali.
A livello di nazionale, ha disputato il campionato mondiale di calcio Under-20 1997, la Copa América 2001 ed il campionato del mondo 2002.

## Palmarès

### Giocatore
- Campionato paraguaiano: 5

Libertad: 2002, 2003, 2006
Nacional: Clausura 2009, Clausura 2011

### Allenatore

#### Competizioni statali
- Campionato Paranaense: 1

Coritiba: 2022

#### Competizioni nazionali
- Campionato paraguaiano: 1

Nacional: Apertura 2013